# Schwarzenhäuschen
Schwarzenhäuschen ist ein aus einer Hofschaft hervorgegangener Wohnplatz im Stadtteil Merscheid der bergischen Großstadt Solingen.

## Lage und Beschreibung
Der Ort befindet sich auf dem Höhenrücken südlich des in diesem Bereich stark bewaldeten Lochbachtals westlich der Bebelallee im Stadtteil Merscheid. Die an dem Ort entlang führende Wohnstraße trägt heute den Namen Am Stadtgarten. Diese wurde nach der Parkanlage im Lochbachtal benannt, die in früheren Zeiten als Stadtgarten bekannt war. Benachbarte Orte sind bzw. waren (von Nord nach West): Bech, Weyer, Tiefendick, Merscheid, Weckshäuschen, Fürker Irlen, Fürk und Deusberg.

## Etymologie
Laut Brangs geht die Ortsbezeichnung Schwarzenhäuschen auf den Familiennamen Schwarz zurück.

## Geschichte
Im Jahre 1715 ist der Ort in der Karte Topographia Ducatus Montani, Blatt Amt Solingen, von Erich Philipp Ploennies mit einer Hofstelle verzeichnet und offensichtlich abgekürzt als Schw.h. benannt. Der Ort gehörte ab 1808 zur Honschaft Merscheid innerhalb des Amtes Solingen. Die Topographische Aufnahme der Rheinlande von 1824 verzeichnet den Ort als Schwarzenhäuschen, die Preußische Uraufnahme von 1844 verzeichnet ihn nur unbenannt. Gegenüber Merscheid und Fürk handelte es sich bei Schwarzenhäuschen nur um einen kleinen Hof mit wenigen Häusern. In der Topographischen Karte des Regierungsbezirks Düsseldorf von 1871 ist der Ort erneut ohne Namen verzeichnet.
Nach Gründung der Mairien und späteren Bürgermeistereien Anfang des 19. Jahrhunderts gehörte Schwarzenhäuschen zur Bürgermeisterei Merscheid, die 1856 zur Stadt erhoben und im Jahre 1891 in Ohligs umbenannt wurde.
1815/16 lebten 17, im Jahr 1830 16 Menschen im als Weiler bezeichneten Wohnplatz. 1832 war der Ort weiterhin Teil der Honschaft Merscheid innerhalb der Bürgermeisterei Merscheid, dort lag er in der Flur VI. Poschheide. Der nach der Statistik und Topographie des Regierungsbezirks Düsseldorf als Hofstadt kategorisierte Ort besaß zu dieser Zeit vier Wohnhäuser und fünf landwirtschaftliche Gebäude. Zu dieser Zeit lebten 24 Einwohner im Ort, allesamt evangelischen Bekenntnisses. Die Gemeinde- und Gutbezirksstatistik der Rheinprovinz führt den Ort 1871 mit vier Wohnhäuser und 41 Einwohnern auf. Im Gemeindelexikon für die Provinz Rheinland von 1888 werden fünf Wohnhäusern mit 34 Einwohnern angegeben. 1895 besitzt der Ortsteil fünf Wohnhäuser mit 33 Einwohnern.
Mit der Städtevereinigung zu Groß-Solingen im Jahre 1929 wurde Schwarzenhäuschen ein Ortsteil Solingens. Die Ortsbezeichnung Schwarzenhäuschen ist bis heute im Solinger Stadtplan verzeichnet, allerdings nicht mehr gebräuchlich, da der Ort in der geschlossenen gründerzeitlichen Bebauung der Wohnviertel im Merscheider Westen aufgegangen ist. Die drei noch bestehenden bergischen Fachwerkhäuser aus der Zeit des 18. Jahrhunderts sind zur Straße Am Stadtgarten nummeriert. Seit 1984 stehen die Gebäude Am Stadtgarten 1, das verschieferte Doppelhaus 3, 3a sowie 5 unter Denkmalschutz.

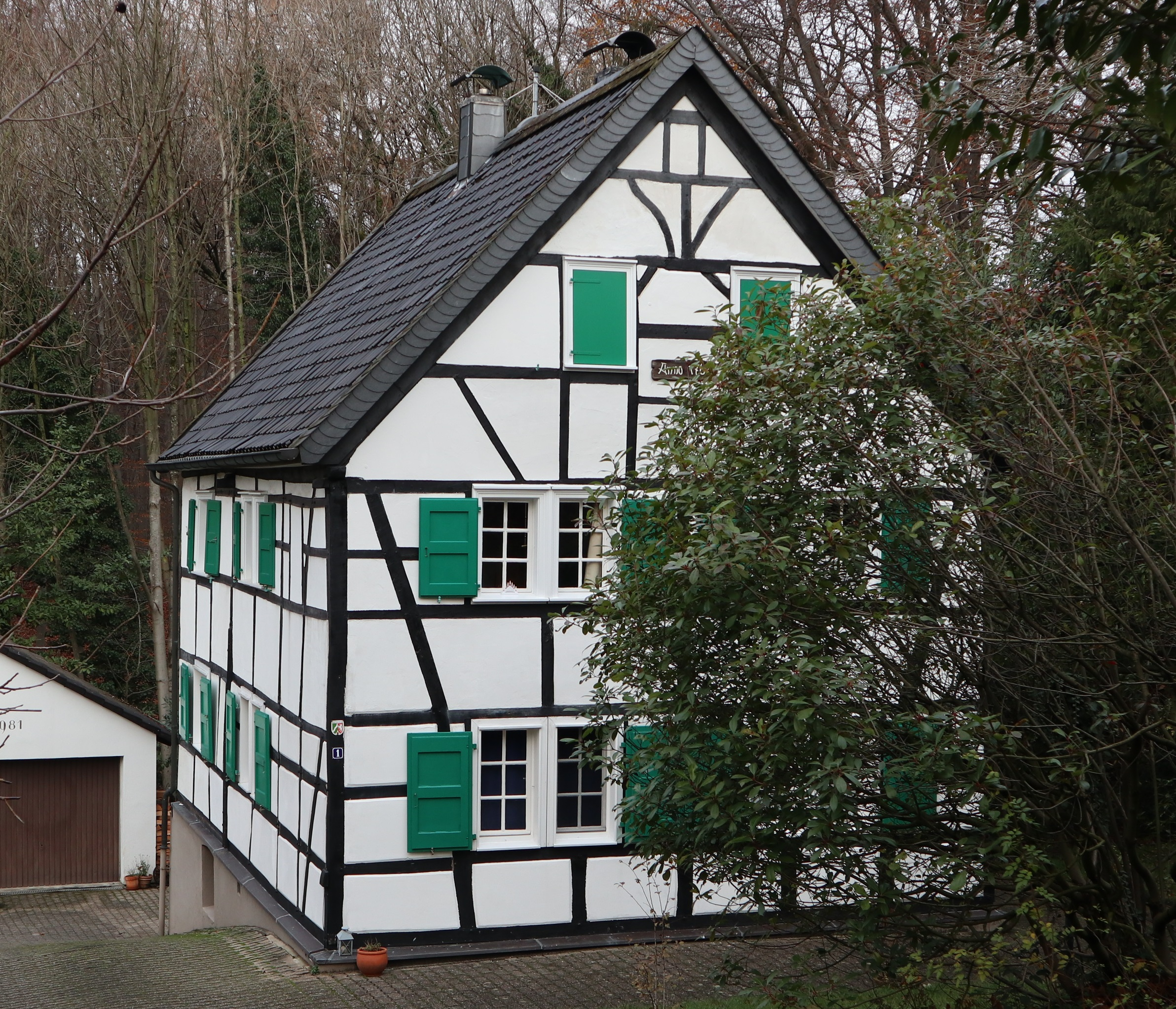
Am Stadtgarten 1
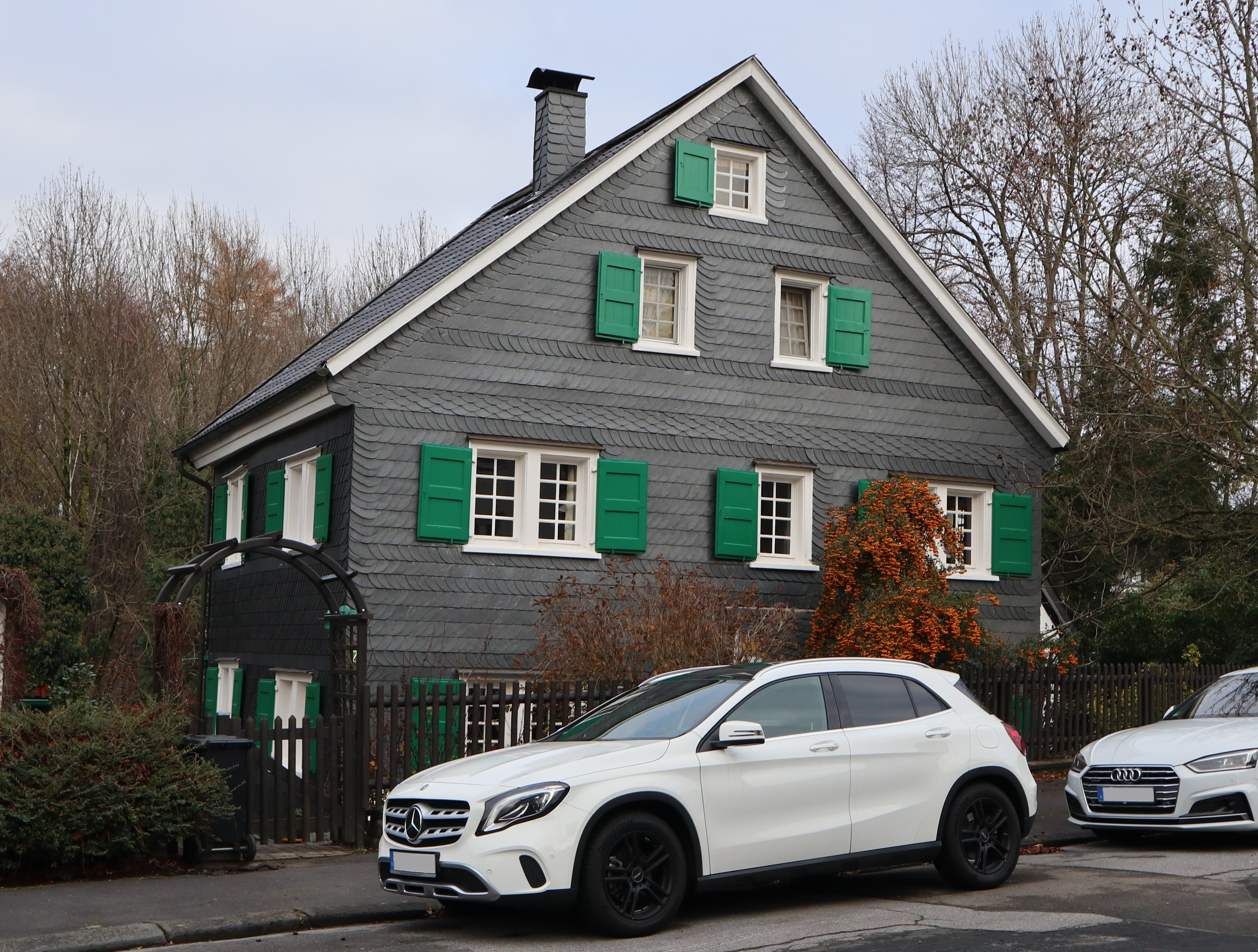
Am Stadtgarten 3, 3a
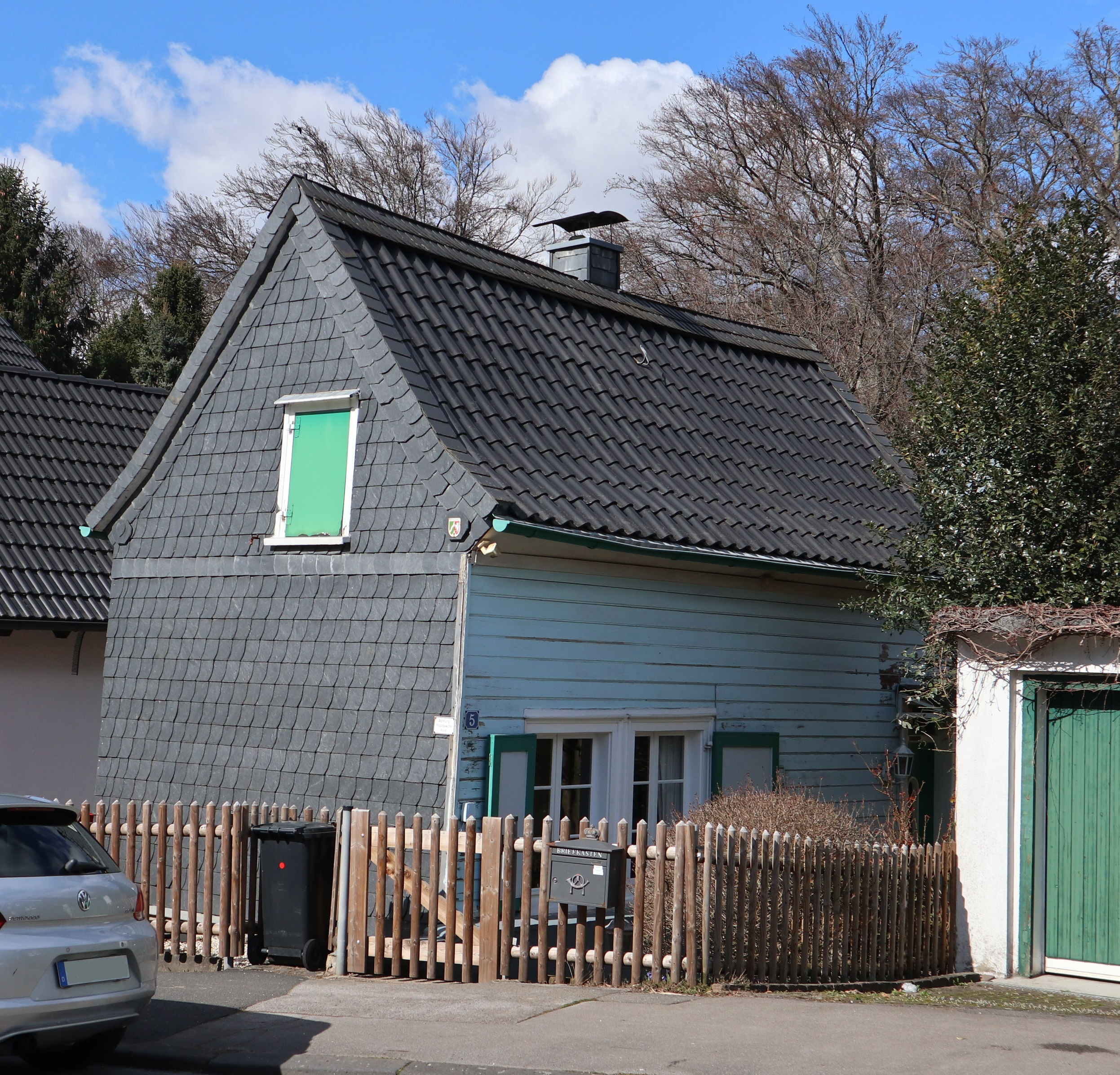
Am Stadtgarten 5